# Творческа награда АЕГОН
Творческата награда „AEGON“ (ЕГОН) е основана от „AEGON Унгария“ ООД през 2006 г., като признание за изключителни литературни постижения и да насочи вниманието на обществеността към творците. Наградата се дава на жив унгарски писател или поет за негово изключително литературно произведение, издадено през предходната година. От 2016 г. се въвежда следната промяна: годината, за която се определя наградата, например за 2015, да се отчита от последния месец на предходната ѝ година – тоест от 1 декември 2014 г. – до предпоследния месец на текущата – тоест до 30 ноември 2015 г. Първоначално наградата се определя от петчленно жури, а по-късно от седемчленно.
Между 2006 г. и 2012 г. победителят може да сподели наградата си с представител на други изкуства.
Ръководителите на компанията учредител връчват творческата награда AEGON (ЕГОН) всяка година през пролетта, а Споделената награда AEGON (ЕГОН) след решението на победителя, шест месеца по-късно, през есента.
Наградата е предхождана от Унгарската литературна награда (2001 – 2005 г.), учредена от Фондация Унгария в Европа (MAEURO). Сред основателите на тази фондация е ÁB-Aegon Rt. свързвана с името на Габор Кепеч, генерален директор.

## Носители на наградата
- 2006 – Дьорд Шпиро, за романа „Плен“ (Fogság)
- 2007 – Жужа Раковски, за сборника „Назад във времето“ (Visszaút az időben)
- 2008 – Янош Тереи, за пиесата „Музика за маса“ (Asztalizene)
- 2009 – Тамаш Йонаш, за сборника „Доброволно слепи“ (Önkéntes vak)
- 2010 – Вилмош Чаплар, за романа „Дъщерята на Хитлер“ (Hitler lánya)
- 2011 – Петер Естерхази, за книгата „Ещи“ (Esti)
- 2012 – Кристиан Гречо, за романа „Има място и за теб до мен“ (Mellettem elférsz)
- 2013 – Ференц Барнаш, за романа „Друга смърт“ (Másik halál)
- 2014 – Арпад Кун, за романа „Щастлив Север“ (Boldog Észak)
- 2015 – Гергей Петерфи, за романа „Препариран варварин“ (Kitömött barbár)
- 2016 – Имре Оравец, за стихосбирката „Умиращо дърво“ (Тávozó fa)
- 2017 – Ласло Краснахоркаи, за романа „Барон Венкхайм се завръща у дома“ (Báró Wenckheim hazatér/
- 2018 – Петер Надаш, за романа „Осветляващи подробности“ (Világló részletek)
- 2019 – Жужа Такач, за стихосбирката „Сляпата надежда“ (A Vak Remény)
- 2020 – Адам Надашди, за сборник „Видимо вися тук“ (Jól láthatóan lógok itt)